# Mihkel Tiks
Mihkel Tiks (* 11. Juni 1953 in Tallinn) ist ein estnischer Schriftsteller, Journalist und ehemaliger Basketballspieler.

## Leben
Mihkel Tiks machte 1971 in Rapla Abitur und studierte anschließend von 1971 bis 1978 an der Universität Tartu Journalistik. Parallel dazu machte er Karriere als Spitzensportler im Basketball und gewann unter anderem mit der sowjetischen Juniorennationalmannschaft 1970 die Goldmedaille bei den Europameisterschaften. Nach seiner aktiven Karriere war er mehrere Jahre Redakteur in verschiedenen Ministerien, von 1986 bis 1988 Mitglied der Redaktion von Vikerkaar und von 1988 bis 1991 Chefredakteur der Zeitschrift Teater. Muusika. Kino. Danach betätigte er sich u. a. als freier Journalist, Verleger und Lokalpolitiker.
Tiks gehörte zu den Gründungsmitgliedern von Wellesto und war von 1989 bis 1995 Mitglied des Estnischen Schriftstellerverbands, aus dem er auf eigenen Wunsch ausgetreten ist.

## Werk
Tiks debütierte Ende der 1970er Jahre mit einem im Sportlermilieu angelegten Theaterstück und blieb diesem Thema auch in seinem späteren Werk treu. Am meisten Beachtung erhielt sein Romandebüt Basketballroman (1985), worin die Welt des Hochleistungssports abgebildet wurde. Er wurde von der Kritik teils gelobt, teils verrissen.
Die späteren Werke sind ein gemeinsam mit seinem Sohn Tanel verfasster Schülerroman über die Stagnationszeit und die Memoiren des Autors, die die Umbruchzeit in Estland während der Singenden Revolution behandeln.

## Auszeichnungen
- 1985 Zweiter Preis beim Romanwettbewerb

## Bibliografie
- Korvpalliromaan ('Basketballroman'). Tallinn: Eesti Raamat 1985. 176 S.
- (gemeinsam mit seinem Sohn Tanel Tiks) Ja kui teile siin ei meeldi ('Und wenn es euch hier nicht gefällt…'). Tallinn: Revalia 1991. 304 S.
- Muulane ja kohtlane. Tragikomöödia kahes vaatuses ('Der Fremde und der Depp. Tragikomödie in zwei Akten'). Kose: R. Visnapuu 2001. 42 S.
- Mängumees. Poiss sai 50 ('Spielmann. Der Junge ist 50 geworden'). Tallinn: Tänapäev 2010. 542 S.
- Elumees. Poiss sai 50 ('Lebemann. Der Junge ist 50 geworden'). Tallinn: Tänapäev 2011. 344 S.
- Ärimees. Poiss sai 50 ('Geschäftsmann. Der Junge ist 50 geworden'). Tallinn: Tänapäev 2011. 296 S.
- Muidumees. Poiss sai 50 ('Der Versager. Der Junge ist 50 geworden'). Tallinn: Tänapäev 2012. 302 S.